# Ptilodexia rubricornis
Ptilodexia rubricornis là một loài ruồi trong họ Tachinidae.